# التعرف الآلي على الأنواع
يعد نظام التعرف الآلي أو التلقائي على الأنواع المختلفة طريقة، لجعل خبرة ومعرفة خبراء التصنيف متاحة للعديد من العلماء ومنهم علماء البيئة.
ويتم ذلك من خلال التكنولوجيا بمختلف وسائلها كالمنصات، والتطبيقات المتعددة، بالإضافة إلى الذكاء الاصطناعي.
 حاليًا تعتمد أغلب أنظمة التعرف الآلي على الصور.
بحيث يتم التقاط الصور للنوع المراد وتحديد مواصفاته والمعلومات المتعلقة به وتصنيفه.
و بمجرد التعرض لكمية كافية من بيانات التدريب، يمكن للنوع الذي تم تصنيفه تحديد الأنواع المدربة على الصور التي لم تكن مرئية من قبل.
  إن التحديد الدقيق للأنواع وفهم جميع الأمور المتعلقة بها هو الأساس لجميع جوانب البحث التصنيفي وهو مكون أساسي لتدفقات العمل في البحث البيولوجي.